# Соколовский, Марк Данилович
Марк Дани́лович (Ма́рек Ко́нрад) Соколо́вский (пол. Marek Konrad Sokołowski; 13 (25) апреля 1818, Погребище, близ Житомира ― 25 декабря 1883 (6 января 1884), Вильнюс) ― русско-польско-литовский классический гитарист и композитор.

## Биография
Игре на гитаре учился самостоятельно по печатным школам Джулиани, Леньяни, Мерца и других авторов. Впервые выступил как солист 26 мая 1841 в Житомире, в 1846 с большим успехом дебютировал в Москве и в последующие двенадцать лет выступал с концертами во многих городах России: Петербурге, Киеве, Минске, Вильнюсе. В Европе имя Соколовского получило известность в 1858 году, когда он посетил с концертами Вену. Выдающееся мастерство владения инструментом приносило Соколовскому огромный успех во всех городах, где он гастролировал ― Висбадене, Париже, Лондоне, Брюсселе, Дрездене, Милане, Кракове, Варшаве ― и закрепило за ним славу одного из лучших гитаристов Европы. Критики разных стран называли Соколовского «великим артистом», «Паганини гитары», «королём гитаристов». По возвращении в Россию Соколовский продолжил выступать с концертами (в 1869 ― в Большом театре), пытался добиться открытия класса гитары в Московской консерватории (в чём ему, однако, было отказано). В 1877 году музыкант дал свой прощальный концерт в Петербурге и уехал в Вильнюс, где провёл последние годы жизни, занимаясь частным преподаванием. Соколовский похоронен на кладбище Расу, неподалёку от могилы М. К. Чюрлёниса.
Соколовский ― выдающийся гитарист, виртуозно владевший инструментом, обладавший певучим звуком, яркой эмоциональностью и выразительностью, широкой палитрой тембров. Его репертуар включал в себя сочинения Джулиани, Леньяни, Карулли, собственные переложения музыки Шопена и других композиторов. Среди его собственных многочисленных работ для гитары, многие из которых остались неизданными ― полонезы, мазурки, вальсы, фантазии на тему «Венецианского карнавала» Никколо Паганини, русских и польских народных песен. С 1856 он регулярно выступал с десятиструнной гитарой, специально сконструированной для него австрийским мастером И. Г. Шерцером.